# Віссенкерке
Віссенкерке (нід. Wissenkerke) — село в нідерландській провінції Зеландія. Входить до муніципалітету Норд-Бевеланд.
Його площа становить 11,79 км², а населення станом на 2021 рік складало 1 175 осіб.
Перша згадка про населений пункт датується 1230 роком.
До 1995 року мало статус окремого муніципалітету.

## Галерея

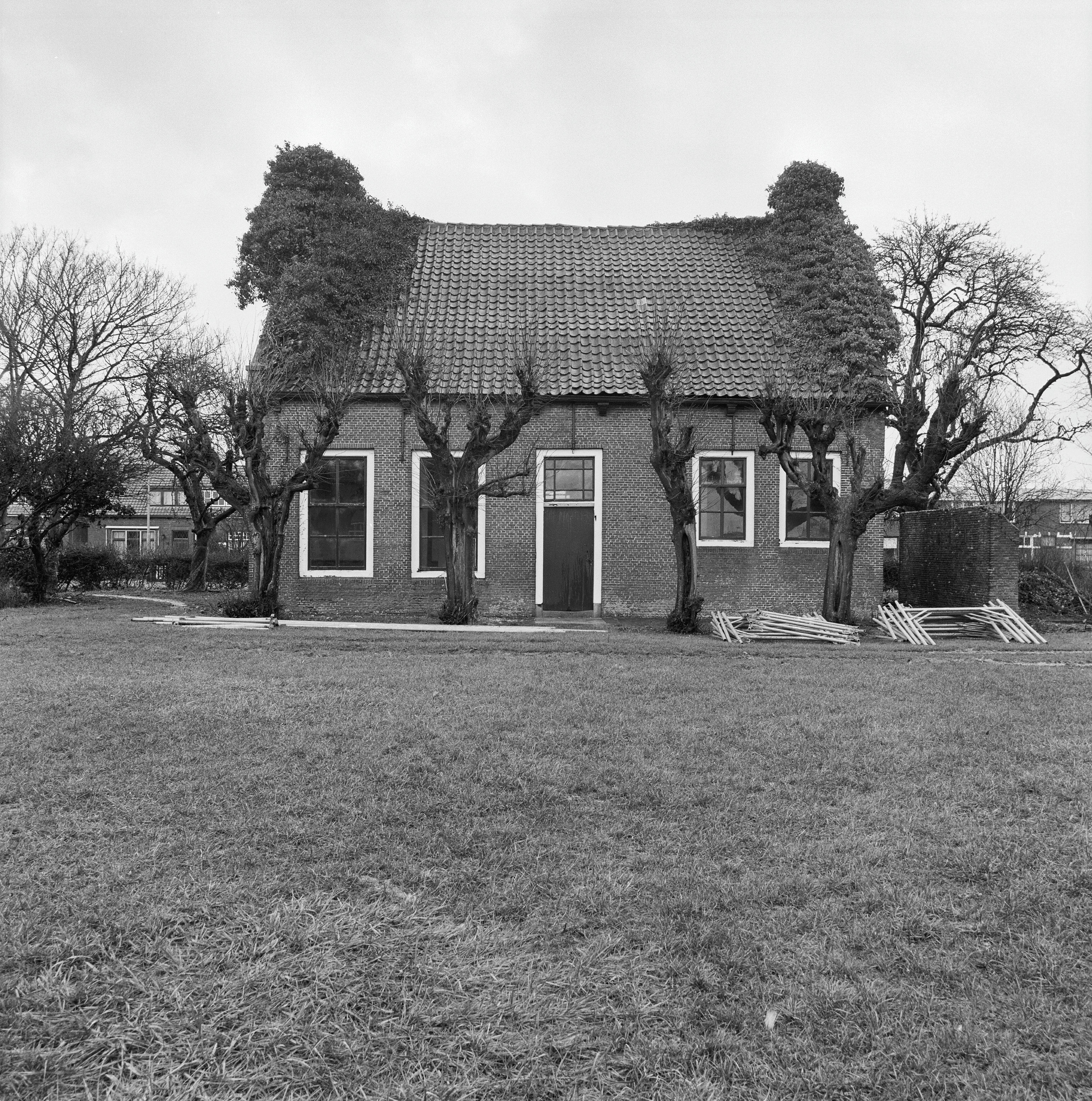
Будинок у Віссенкерке
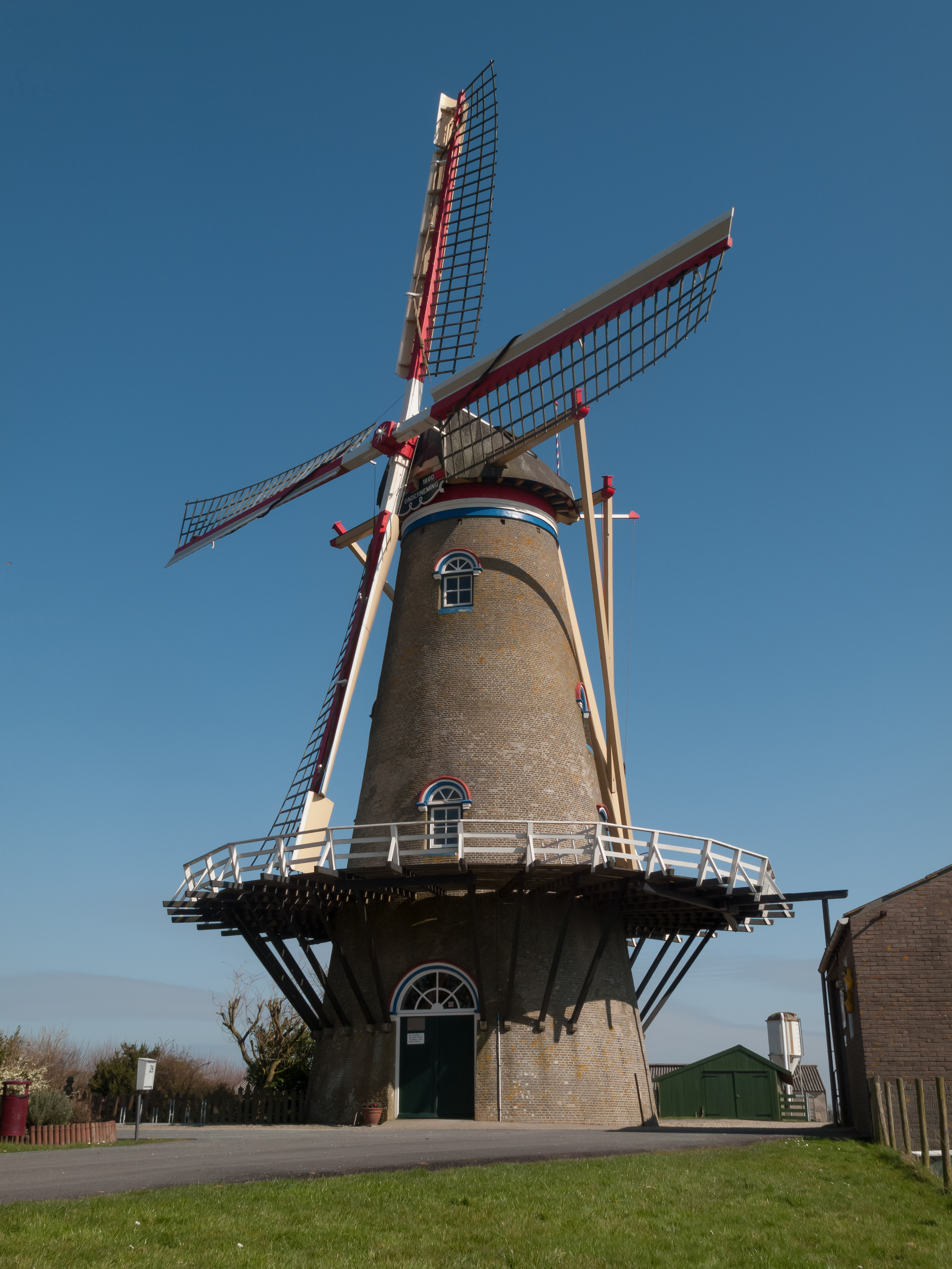
Вітряк Onderneming
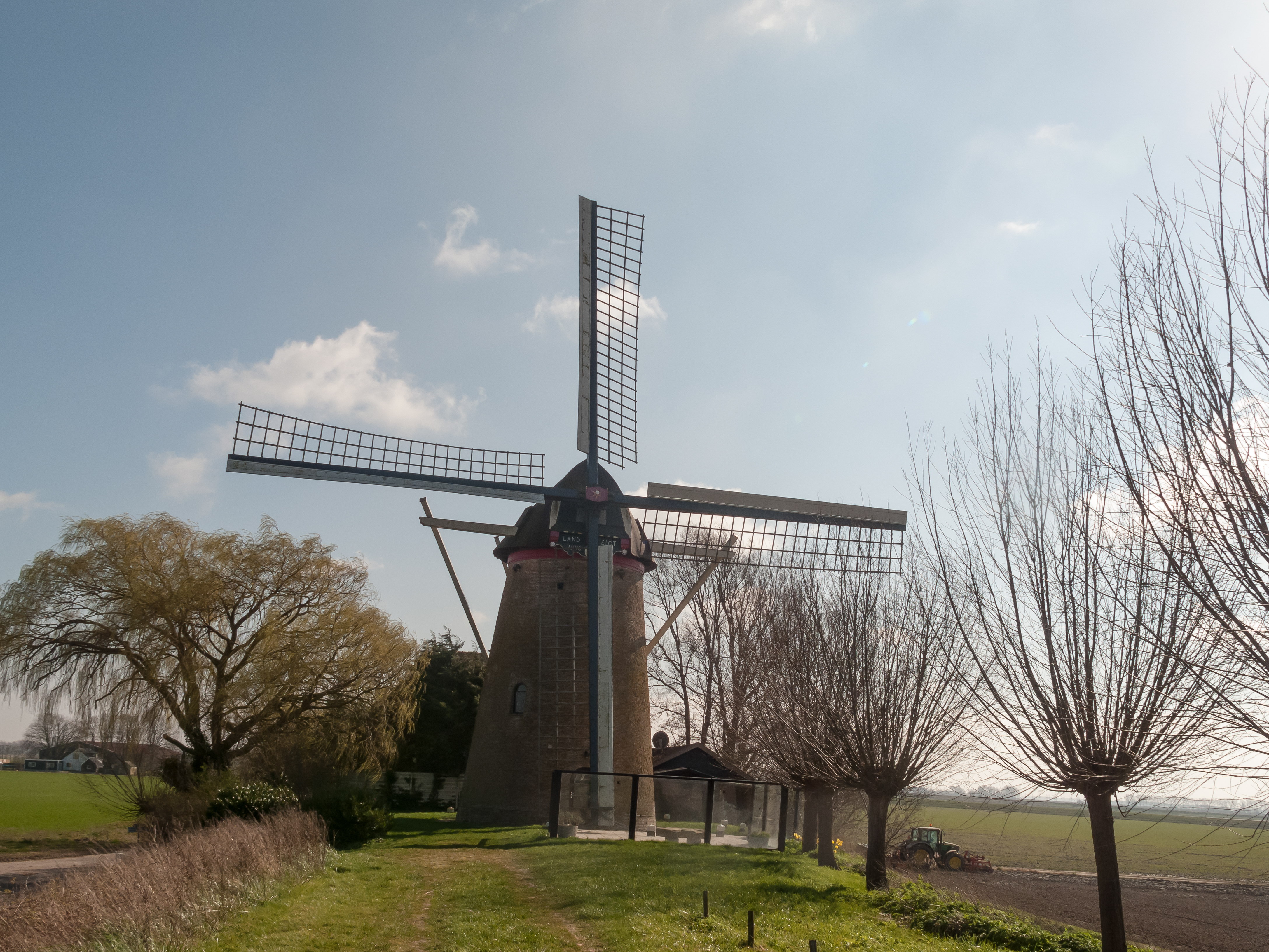
Вітряк Landzigt
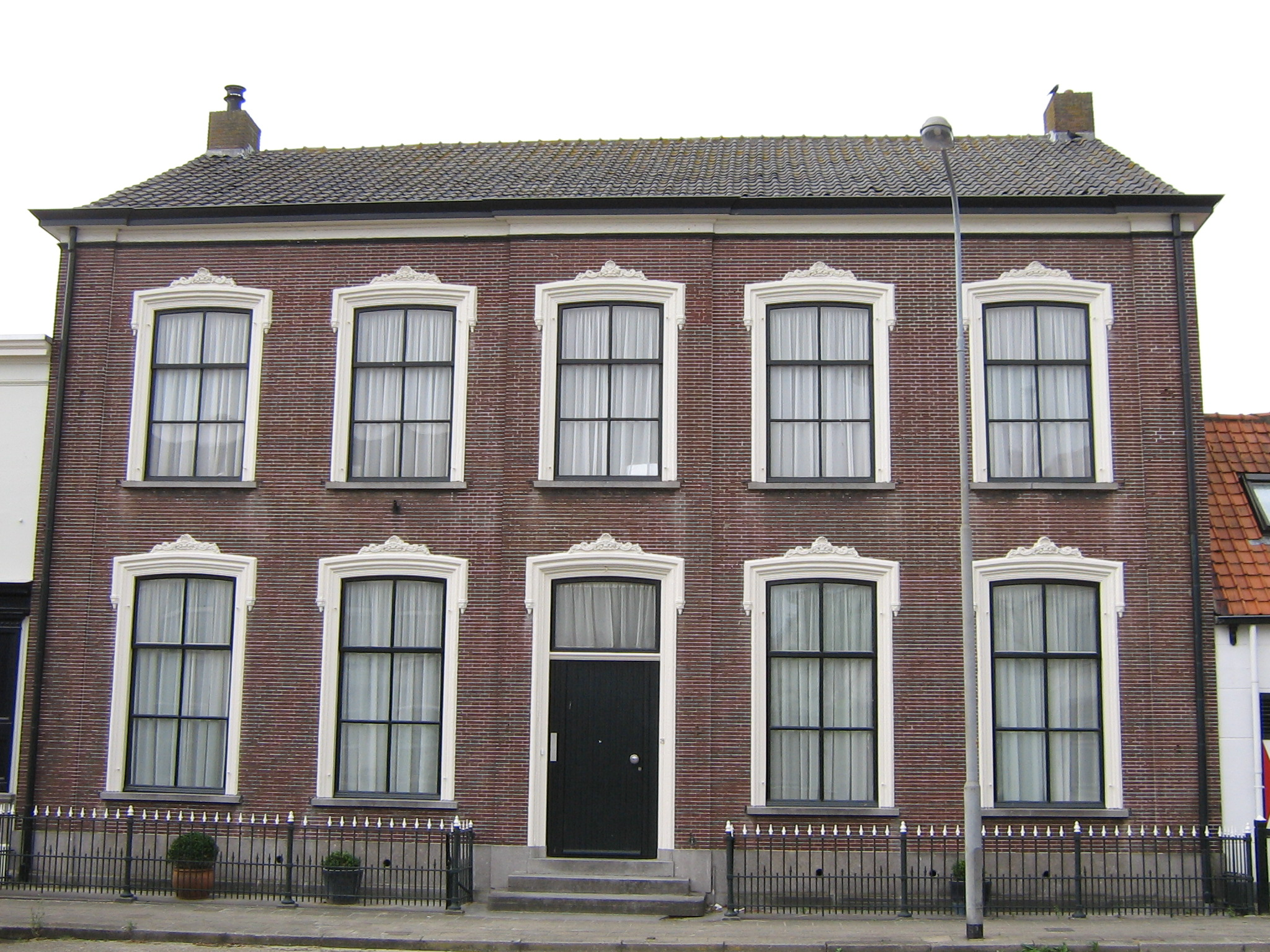
Будівля у Віссенкерке